# Rumänischer Eishockeypokal 2004/05
Der Rumänische Eishockeypokal, rumänisch Cupa României la Hochei pe gheață wird seit 1969 ausgetragen.

## Teilnehmer und Modus
An der Austragung des Rumänischen Eishockeypokals im Jahre 2005 nahmen die sechs Mannschaften der Rumänischen Liga teil. In zwei Gruppen qualifizierten sich die jeweils Ersten für das Finale. Es fand jeweils nur ein Spiel ohne Rückspiel statt.
| Steaua Bukarest | Sport Club Miercurea Ciuc | CS Progym Gheorgheni        |
| HC Csíkszereda  | Dinamo Bukarest           | Sportul Studențesc Bukarest |

## Gruppenphase

### Gruppe Nord
| 11. Januar 2005 | SC Miercurea Ciuc | 13:4 (4:1, 5:1, 4:2) | HC Csikszereda | Miercurea Ciuc |

| 12. Januar 2005 | HC Csíkszereda | 2:6 (0:2, 2:2, 0:2) | CS Progym Gheorgheni | Miercurea Ciuc |

| 13. Januar 2005 | SC Miercurea Ciuc | 7:1 (3:0, 2:1, 2:0) | CS Progym Gheorgheni | Miercurea Ciuc |

| Platz | Verein                    | Sp. | S | N | Tore | Punkte |
| ----- | ------------------------- | --- | - | - | ---- | ------ |
| 1     | Sport Club Miercurea Ciuc | 2   | 2 | 0 | 20:5 | 6      |
| 2     | Progym Gheorgheni PH      | 2   | 1 | 1 | 7:8  | 3      |
| 3     | HC Csíkszereda            | 2   | 0 | 2 | 6:19 | 0      |

### Gruppe Süd
| 11. Januar 2005 | Sportul Studențesc | 3:15 (0:4, 2:6, 1:5) | Steaua Bukarest | Bukarest |

| 12. Januar 2005 | Dinamo Bukarest | 4:5 (1:3, 3:1, 0:1) | Sportul Studențesc | Bukarest |

| 13. Januar 2005 | Steaua Bukarest | 13:3 (4:1, 4:1, 5:1) | Dinamo Bukarest | Bukarest |

| Platz | Verein             | Sp. | S | S2 | N1 | N | Tore | Punkte |
| ----- | ------------------ | --- | - | -- | -- | - | ---- | ------ |
| 1     | Steaua Bukarest    | 2   | 2 | 0  | 0  | 0 | 28:6 | 6      |
| 3     | Sportul Studențesc | 2   | 1 | 0  | 0  | 1 | 8:19 | 3      |
| 2     | Dinamo Bukarest    | 2   | 0 | 0  | 0  | 2 | 7:18 | 0      |

## Finale
| 16. Januar 2005 | Steaua Bukarest | 4:3 n. V. (0:0, 3:2, 0:1, 1:0) | SC Miercurea Ciuc | Bukarest |